# Die Musikforschung
Die Musikforschung ist eine musikwissenschaftliche Zeitschrift, die im Auftrag der Gesellschaft für Musikforschung herausgegeben wird. Seit 1948 erscheint sie im Bärenreiter-Verlag. In ihr werden wissenschaftliche Beiträge aus Musikgeschichte, Musiktheorie und Musikpraxis veröffentlicht, wodurch die Zeitschrift zum wichtigsten Forum der deutschen Musikwissenschaft geworden ist. In einem ausführlichen Rezensionsteil werden deutsch- und fremdsprachige Bücher und wissenschaftliche Noteneditionen besprochen. Berichte geben Zusammenfassungen bedeutender Kongresse und Tagungen. 
Seit 2021 erscheint Die Musikforschung (rückwirkend bis 2011) im Open Access, vorläufig mit einer Moving Wall von drei Jahren. 